# Olenecamptus nubilus
Olenecamptus nubilus är en skalbaggsart som beskrevs av Jordan 1904. Olenecamptus nubilus ingår i släktet Olenecamptus och familjen långhorningar.
Artens utbredningsområde är Kenya. Inga underarter finns listade i Catalogue of Life.